# Portstewart
Portstewart (Iers: 'Port na Binne Uaine' of 'Port Stíobhaird') is een plaats in het Noord-Ierse graafschap Londonderry. De plaats telt 7.803 inwoners (2001).
Het is een welvarende badplaats, die al in de victoriaanse tijd druk werd bezocht. De plaats herbergt ook een aanzienlijk aantal studenten van de nabijgelegen campus van Coleraine van de Universiteit van Ulster.
De naam is afkomstig van een zekere Luitenant Stewart die in 1734 een stuk land kon pachten van de Graaf van Antrim. Halverwege de achttiende eeuw ontstond aldaar een kleine vissersplaats.
In Portstewart bevindt zich een imposant Dominicaans klooster annex "college" op de rand van een klif.
Van de bevolking heeft 38,7% een rooms-katholieke en 57,5% een protestantse achtergrond (2001).

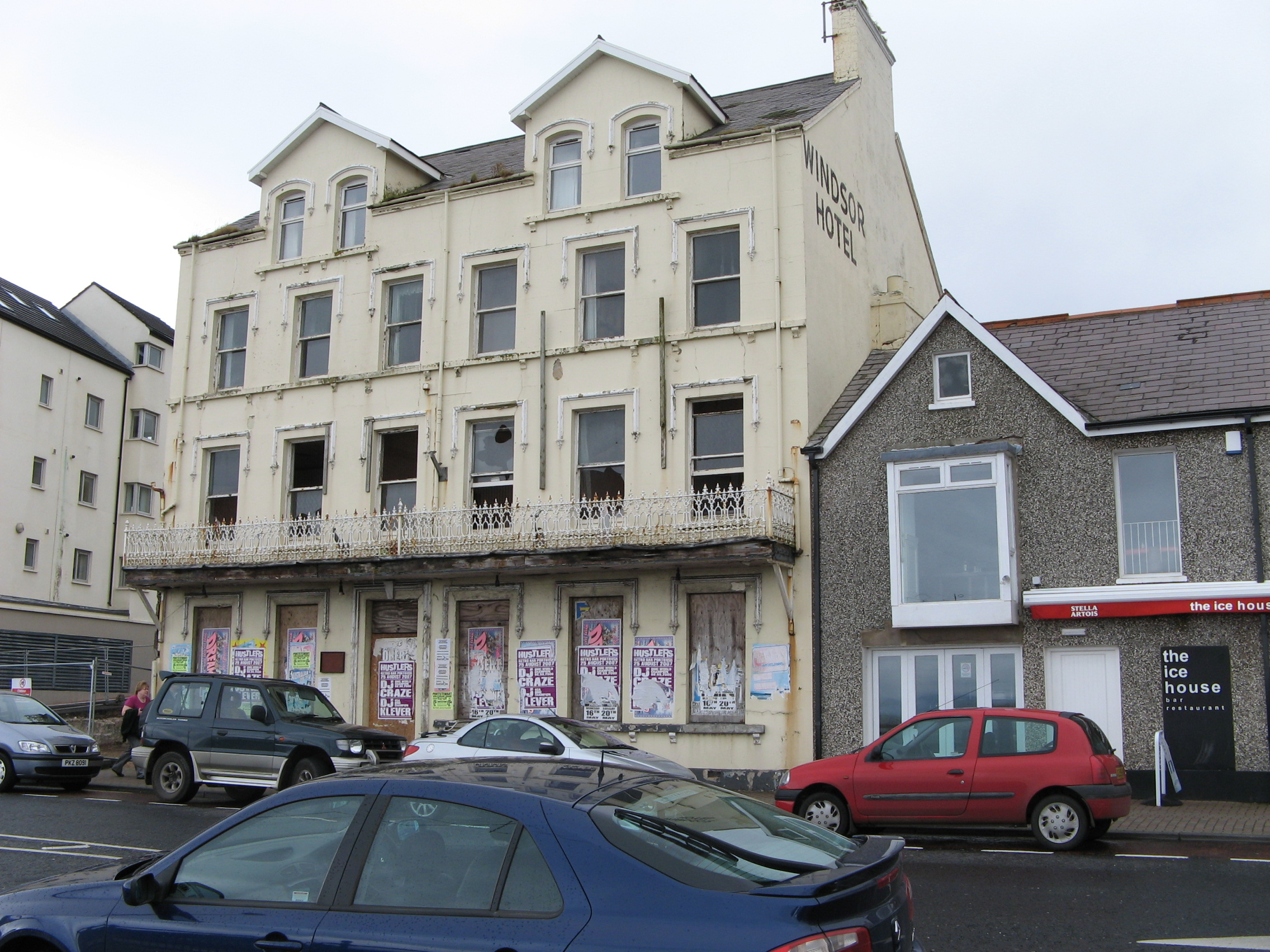
Portstewart, Windsor Hotel
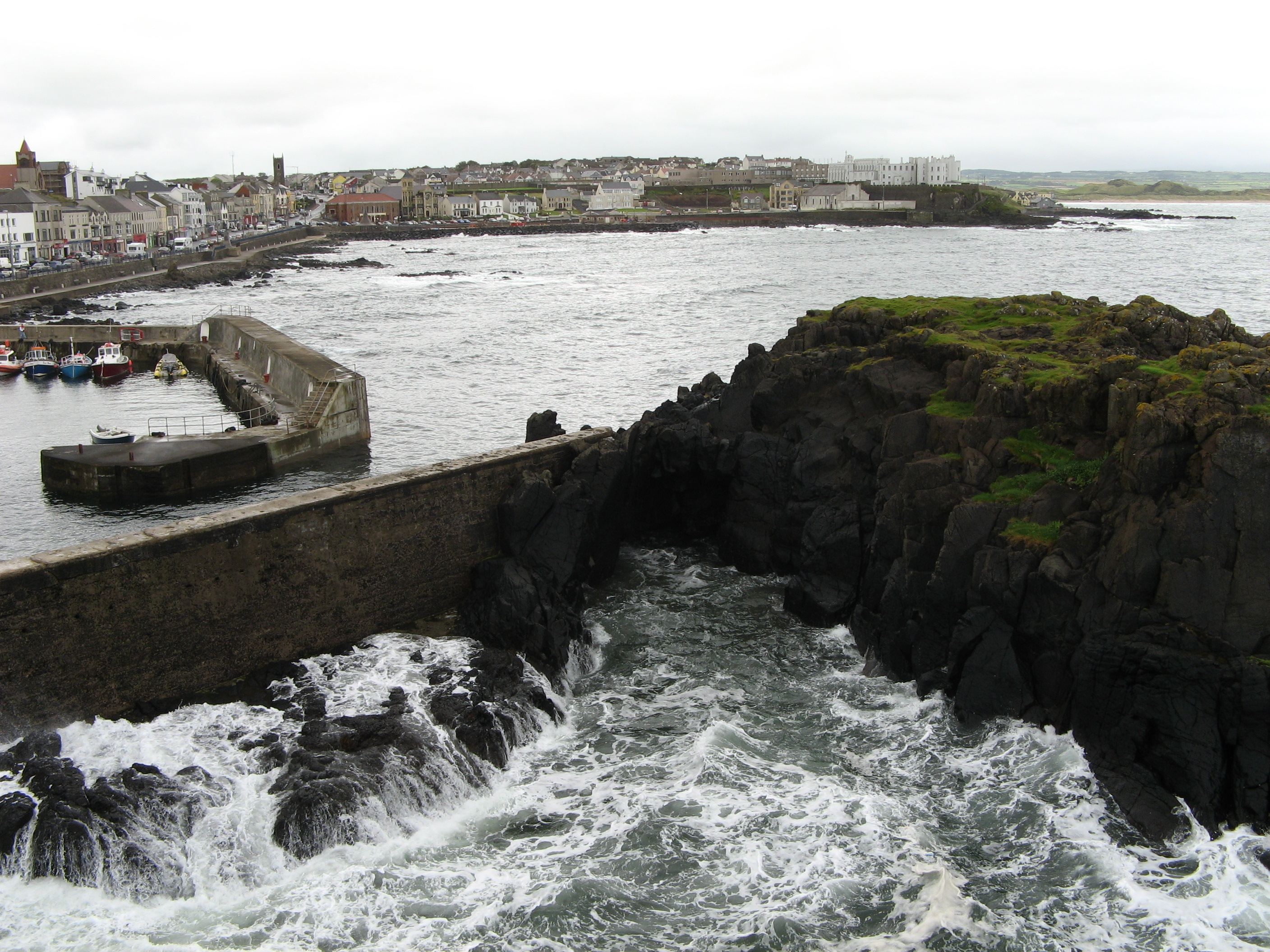
Gezicht op Portstewart

Arghadowey · Ballykelly · Ballymaguigan · Ballyronan · Bellagy · Castledawson · Coleraine · Derry · Draperstown · Dumananagh · Dungiven · Eglinton · Feeny · Garvagh · Kilrea · Lavey · Limavady · Maghera · Magherafelt · Moneymore · Portstewart · Traad · Upperlands